# Гълъбарника (Кунино)
Гълъбарника е пропастна пещера в землището на с. Кунино (Врачанско), обявена за природна забележителност.

## Описание
Входът на пещерата е на платото Рудината, на около 200 m източно от пещерите Самуилица – сред карните блокове зее неправилен кръгъл отвор. Привходната зала има формата на купол с диаметър 25 m и височина 8 m. Входът е образуван чрез срутване в най-горната точка на купола. Дъното на привходната зала преди половин век е било лесно достъпно – дъждовните води са свличали чакъл и с течение на времето се образувал голям конус, по който се е слизало спокойно. Този конус днес е разрушен от взривовете в близката кариера и достъпът е възможен само с алпийска техника.
Пещерата е развита в североизточна посока – през тесен комин с дълбочина около 4 m започва спускането през три разположени една под друга залички, облицовани в бели и ръждивочервени варовикови драперии. В най-долната заличка, сред плетеницата от белезникави и червеникави сталактити е разположено малко, тъмно езерце, в което има все още непроучен сифон. До брега на езерцето сводът е подпрян от огромен сталактон.
При първото картиране на пещерата в нея са намерени уникални за България гигантски пещерни бисери, образувани около черепите на дребни бозайници.
Общата дължина на пещерата е 159 m, дълбочина -29 m.

## История
Според преданието пещерата е била използвана от хайдутина дядо Въло. За пръв път е картирана от клубна експедиция на пещерен клуб „Академик“ – София през 1962 г. В рамките на Републиканската пещерна експедиция-сбор от 1 до 7 април 1964 г. в Гълъбарника за пръв път в България са демонстрирани аврийно-спасителни способи. През 1971 г., въпреки протестите на българските спелеолози, в непосредствена близост започва разработване на кариера за варовик. Със Заповед No.1799 от 30 юни 1972 пещерата е обявена за природна забележителност. Прекартирана е през 1986 г. от клубна експедиция на пещерен клуб „Искър“ – Мездра. Установени са тежки поражения върху пещерните образувания в резултат от взривовете в кариерата.